# 武藤志織
武藤志織（日语：／ Mutō Shiori，1997年7月22日—），日本女性配音員。出身於東京都。身高162cm。A型血。
她之前曾隸屬於ARTSVISION、Clair。

## 人物、來歷
武藤志織在2014年的電視動畫《信長之槍》裡首次亮相。中學1年級時，她在參加的一次動漫活動中了解了配音員這個職業，而她成為配音員的動機是來自於對《心靈偵探 八雲》裡為八雲一角的配音小野大輔的欽佩。
興趣：人間觀察、遊戲、卡拉OK、讀書。特技：特長：料理。除了少女漫畫和少年漫畫，她也喜歡醫療漫畫，這受到身為護士的母親的影響。她也喜歡預測哪些漫畫將來會暢銷。
2021年，她以SUZURI的名義推出了自己的原創品牌「mucho mucho」。
她是電視節目《週三怎麼樣》（的粉絲，並在推特Twitter上表示，他實際上做過圓頂義大利麵。
她也談到了自己對歌舞伎的熱愛，每個月都會去歌舞伎座一次，並到處去看演出。
她於2023年3月31日離開了Clair。

## 演出
粗體字表示主要角色。

### 電視動畫
2014年
- 信長之槍（小椋汐[7]）

2016年
- NEW GAME！（2016年—2017年，店員、義大利麵店店員）2系列
- LoveLive！Sunshine!!（2016年—2017年，女學生）2系列

2017年
- 武裝少女Machiavellianism（右井右井[8]、女學生）

2018年
- 雷頓神秘偵探社 ～卡特莉的解謎事件簿～（顧客B）

2021年
- 女神宿舍的管理員。（神秘學社社員B、道場的孩子們）

2023年
- 吉伊卡哇（灰色的孩子、獨角仙）

### 遊戲
- 天空艦隊（莉莉亞、妞妞、梅克、錫耶納[3]）
- 魔物娘☆後宮（日语：モン娘☆は〜れむ）（弗蘭吉）
- 怪物彈珠（2018年，才飛）
- 棕色塵埃（日语：ブラウンダスト）（2019年，西耶娜）
- 拂曉：勝利之刻（2022年，柯尼斯堡）
- 動物朋友3（2022年，巨獺）
- 蒼霧殘響（日语：ハツリバーブ -HAZE REVERB-）（2023年，螢草）

### 外語配音

#### 電影
- 通靈美人（英语：Planetarium (film)）（凱特·巴羅〈莉莉-蘿絲·戴普〉）

#### 動畫
- 汪星人的奇幻漂流（英语：Marona's Fantastic Tale）（伊斯特凡妻子的友人2[9]）
- 明月守護者（格林姆〈伊莎·愛吉琳（英语：Izïa）〉[10]）

### 電視節目
- MANPA-chan GIRL（日语：MANPA）（2014年）

### 廣播節目
※記號表示網路廣播。
- Power Voice A（日语：パワーボイスA）（2017年—2018年，NHK第一套廣播）[11]
- 遊戲小姐與電台（日语：ゲームさんとラジオ）（2018年—2021年，新潟放送 等）[12]
- （2019年—，&CAST）※

### 有聲劇
- 中田Station 7（2018年[13]，鈴木悠真〈少年時期〉[14]）
- 墨丸（2018年[15]，松井六彌〈少年時期〉[16]）
- 紡車（2019年[17]，依田松之助[18]）

### 舞台
- 突擊莉莉×私立露朵比可女子學院（2021年5月28日—6月6日，池袋綠色劇場大樹劇院）—飾 天津麻嶺[19]
- （2021年7月14日—18日，上野Storehouse）—飾 圓城寺蘭[20]
- 突擊莉莉×私立露朵比可女子學院（2021年10月15日—24日，中野口袋巾（日语：ポケットスクエア））—飾 天津麻嶺
- 突擊莉莉 Lost Memories（2022年1月20日—30日，池袋陽光劇場（日语：サンシャイン劇場））—飾 天津麻嶺[21]
- 萬腹企劃（日语：萬腹企画）× 特別合作公演（2022年7月27日—31日[a] 29日，參宮橋Trance Mission）—主演：飾 [22]
- mucho produce Vol.0 ～春之朗讀祭～（2024年4月26日—29日，新宿眼科畫廊（日语：新宿眼科画廊） 空間地下室）[23]
- mucho produce『蜻蜓居住的房子』（2024年6月12日—16日，中野口袋巾 BONBON劇院）[23]
- mucho produce vol.2 舞台『當我難過時，我會聽羊的歌』（2025年2月14日—23日，新宿村LIVE）[24]
- 朗讀劇『怪人二十面相』（2025年3月18日—23日，赤坂紅色劇場）—飾 怪人二十面相[25]
- 舞台「突擊莉莉」 -真說·台場迎擊戰-（2025年9月20日—25日，1010劇場（日语：シアター1010））—飾 天津麻嶺[26]

## 音樂作品

### 角色歌曲
| 發行日期 | 商品名稱        | 歌                                                                         | 樂曲   | 備註                           |
| 2014年   | 2014年          | 2014年                                                                     | 2014年 | 2014年                         |
| -------- | --------------- | -------------------------------------------------------------------------- | ------ | ------------------------------ |
| 2月19日  | 信長之槍 原聲帶 | 小椋汐（武藤志織）、牛頓（淺川悠）、伽利略（上菫）                         | 「」   | 電視動畫《信長之槍》片尾主題曲 |
| 2月19日  | 信長之槍 原聲帶 | 小椋汐（武藤志織）、傑羅尼莫（齋藤千和）、蘇和（田村睦心）、高第（村瀨步） | 「」   | 電視動畫《信長之槍》片尾主題曲 |

## 腳註

## 外部連結
- 武藤志織的X（前Twitter） （日語）